# لیندسی لی-واترز
لیندسی لی-واترز (انگلیسی: Lindsay Lee-Waters؛ زادهٔ ۲۸ ژوئن ۱۹۷۷) یک تنیس‌باز اهل ایالات متحده آمریکا است.